# Casa Morales-Talarn
La casa Morales-Talarn és una casa de pisos d'Amposta protegida com a bé cultural d'interès local.

## Descripció
Té planta quadrada, fa xamfrà i és de planta baixa i dos pisos i coberta plana. Destaca l'organització ornamental de la façana principal, que es prolonga fins al magnífic xamfrà, mentre que la planta està molt modificada (mal pintada), els dos pisos superiors conserven quasi la totalitat dels elements ornamentals, els quals estan distribuïts en funció de franges verticals delimitades per pilastres de secció rectangular amb grans basaments i capitells semi compostos sostingudes per grans mènsules amb formes de tors humà (ja a la planta baixa); aquestes franges comuniquen els dos pisos superiors i tenen els balcons, dos d'ells amb mènsules de motius vegetals, de barana d'obra i de ferro i amb porta coronada per una motllura corba amb motius vegetals esculpits, i connectant amb el segon pis per una finestra, també amb coronament corb centrat per un cap de noia jove; una franja d'esgrafiats i mènsules a sota la cornisa, i a dalt la barana amb els mateixos elements circulars d'altres edificis ampostins. També destaca el coronament de línies corbes del xamfrà, obert i amb una barana de ferro; a les superfícies intermèdies hi ha encoixinats de diferents tipus. Als laterals l'organització i l'ornamentació és més simple.

## Història
Està estructurat en funció de dues cases de pagès juntes pel xamfrà, que foren recobertes amb gran quantitat de motius ornamentals, fabricats industrialment a Tortosa.
El 1990 es van fer obres en un dels habitatges, condicionant-lo totalment com a comerç, tot i no alterar els pisos superiors.